# Tetrarthrosoma solaenomeritum
Tetrarthrosoma solaenomeritum är en mångfotingart som först beskrevs av Karl Wilhelm Verhoeff 1943.  Tetrarthrosoma solaenomeritum ingår i släktet Tetrarthrosoma och familjen orangeridubbelfotingar. Inga underarter finns listade i Catalogue of Life.